# Montgomery Tully
Montgomery Tully alla nascita come Geoffrey Wycombe Montgomery-Tully (Dublino, 6 maggio 1904 – Londra, 10 ottobre 1988) è stato un regista e sceneggiatore irlandese.

## Biografia
Tully, entrò nell'industria documentaristica britannica come regista nel 1929. Il primo lungometraggio fu il film La parola che uccide (Murder in Reverse) del 1945.Ha lavorato per film britannici a basso costo, in gran parte polizieschi, come in Club di gangsters (No Road Back) del 1957. Il suo ultimo film, è stato realizzato nel 1967: The Terrornauts.

## Filmografia parziale

### Regista

#### Cinema
- Co-operette (1937) - cortometraggio
- From Acorn to Oak (1938) - cortometraggio
- Each for All (1945) - cortometraggio
- La parola che uccide (Murder in Reverse) (1945) anche sceneggiatore
- Spring Song (1946) anche sceneggiatore
- Un grande amore di Giorgio IV (Mrs. Fitzherbert) (1947) anche sceneggiatore
- Boys in Brown (1949) anche sceneggiatore
- Passaporto per l'oriente (A Tale of Five Cities), co-redia di Romolo Marcellini, Emil E. Reinert, Wolfgang Staudte, Irma von Cube e Géza von Cziffra (1951) (segmento "London")
- Girdle of Gold (1952)
- The Silent Witness (1953) - cortometraggio
- Trentasei ore di mistero (36 Hours) (1953)
- Small Town Story (1953)
- La gang dei falsari (The Diamond), co-regia di Dennis O'Keefe (1954)
- Diamond Expert (1954)
- Late Night Final (1954) - cortometraggio -  anche sceneggiatore
- Pagato per uccidere (Five Days) (1954)
- Devil's Point (1954)
- The Glass Cage (1955)
- Dial 999 (1955) anche sceneggiatore
- The Wall of Death (1956) - cortometraggio - anche sceneggiatore
- The Case of the River Morgue (1956) - cortometraggio - anche sceneggiatore
- Destination Death (1956) - cortometraggio
- Person Unknown (1956) - cortometraggio
- The Lonely House (1957) - cortometraggio
- La primula gialla (The Counterfeit Plan) (1957)
- Club di gangsters (No Road Back) (1957) anche sceneggiatore
- The Key Man (1957)
- Inside Information (1957) - cortometraggio
- The Hypnotist (1957) anche sceneggiatore
- The Case of the Smiling Widow (1957) - cortometraggio
- Man in the Shadow (1957)
- The White Cliffs Mystery (1957) - cortometraggio
- Night Crossing (1957) - cortometraggio
- The Diplomatic Corpse (1958)
- Il terrore non ha confini (Escapement) (1958)
- Print of Death (1958) - cortometraggio
- The Strange Awakening (1958)
- The Long Knife (1958)
- The Crossroad Gallows (1958) - cortometraggio
- Man with a Gun (1958)
- Crime of Honour (1958) - cortometraggio
- Assalonne bombe e donne (I Only Arsked!) (1958)
- Man Accused (1959)
- Jackpot (1960) anche sceneggiatore
- Dead Lucky (1960)
- The Price of Silence (1960)
- The House in Marsh Road (1960)
- The Man Who Was Nobody (1960)
- Two Wives at One Wedding (1961)
- The Third Alibi (1961) anche sceneggiatore
- The Middle Course (1961)
- She Knows Y' Know (1962) anche sceneggiatore
- Out of the Fog (1962) anche sceneggiatore
- X 21 spionaggio atomico (Master Spy) (1963) anche sceneggiatore
- Boy with a Flute (1964) - cortometraggio - anche sceneggiatore e produttore
- Clash by Night (1964) anche sceneggiatore
- Who Killed the Cat? (1966) anche sceneggiatore
- The Terrornauts (1967)
- Battle Beneath the Earth (1967)

#### Serie TV
- Fabian of the Yard – serie TV, 6 episodi (1955)
- Man from Interpol – serie TV, 5 episodi (1960)
- Kraft Mystery Theater – serie TV, episodi 1x15 (1961) anche sceneggiatore

### Sceneggiatore

#### Cinema
- For You Alone, regia di Geoffrey Faithfull (1945)
- Waltz Time, regia di Paul L. Stein (1945)